# 阿南友亮
阿南 友亮（あなみ ゆうすけ、1972年 - ）は、日本の政治学者、中国研究者。東北大学大学院法学研究科教授。阿南惟幾の孫に当たる。

## 略歴
東京都出身。外交官である父の仕事の関係で、小学校5年次から中学校2年次までの期間を中華人民共和国で過ごす。
慶應義塾大学法学部卒業、同大学院法学研究科博士課程単位取得退学。大学院在籍中に北京大学国際関係学院に留学。2010年慶大より博士（法学）を取得。
2003年東京成徳大学講師。2011年東北大学大学院法学研究科准教授、2014年教授。2017年より同大学公共政策大学院院長を兼務。2014年〜2015年ハーバード・イェンチン研究所客員研究員。
2018年、『中国はなぜ軍拡を続けるのか』(阿南 2017)でサントリー学芸賞受賞。

## 家族
- 祖父は元陸軍大臣の阿南惟幾。父は在中華人民共和国日本大使を務めた阿南惟茂[3]。母は歴史学者の阿南ヴァージニア史代。いとこに講談社第7代社長の野間省伸がいる。

## 主張
- 西側陣営が、南シナ海の問題などで中国の現状変更と呼ぶものは中国では失地回復と見なされていると国恥地図の解説の中で述べた[4]。

## 著書

### 単書
- 『中国革命と軍隊 : 近代広東における党・軍・社会の関係』（慶應義塾大学出版会、2012年8月、ISBN 9784766419573）
- 『中国はなぜ軍拡を続けるのか』（新潮社〈新潮選書〉、2017年8月、ISBN 9784106038150）

### 共著
- （川島真編、益尾知佐子、阿南友亮、岩谷將ほか）『チャイナ・リスク』（岩波書店、2015年1月、ISBN 9784000287555）